# الإمبراطورة سويكو
الإمبراطورة سويكو (باليابانية: 推古天皇 سويكو تينو) هي الإمبراطورة الثالثة والثلاثون في اليابان حسب قائمة أباطرة اليابان. كانت الإمبراطورة الأنثى الأولى في تاريخ اليابان وامتدت فترة حكمها بين 593 حتى وفاتها في 628. وضع نظام المراتب الاثنتا عشر في عهد الإمبراطورة سويكو.